# Dutifrí
Dutifrí fue un programa de televisión, presentado por Javier Sardá y coproducido por Gestmusic y BCN VISIONA, S.L. para la cadena española Telecinco, que lo emitió entre 2007 (primera temporada) y 2008 (segunda temporada). 
El nombre nace a partir de la transcripción fonética literal de la expresión inglesa "duty free".
La realización corre a cargo de Miquel Galofré y Guillem Javier que además son los cámaras y montadores del programa.

## Formato
La mecánica del programa es similar al que empezó a usar Miki Moto en su programa Afers exteriors para el canal autonómico catalán TV3, únicamente variando la clase de viajes e invitados, tratando de mostrar países, con un punto humorístico, donde se habla con españoles que llevan un tiempo viviendo en ese lugar y sumergiéndose en su cultura. En ocasiones va acompañado por algún personaje de la sociedad española de cierta popularidad o excolaborador suyo cuando presentaba Crónicas Marcianas, con quienes va comentando temas de distinta índole sobre el país y sus costumbres. También se preocupa de entablar conversaciones con residentes del país que hablen español y toca temas, en algunos casos peliagudos, vistos desde el punto de vista del nativo.

## Programas

### Primera temporada
Dutifrí se estrenó en Telecinco el domingo 6 de mayo de 2007 y se emitió hasta el 27 de julio de 2007. El 5 de agosto se emitió un resumen con los mejores momentos. Para esta temporada estaba previsto un viaje a Cuba con Joan Manuel Serrat, pero las autoridades cubanas les prohibieron la entrada al país por las opiniones anteriormente vertidas por Javier Sardá sobre el gobierno cubano en su anterior programa, Crónicas Marcianas.
En total componen la primera temporada trece programas repartidos del siguiente modo: 

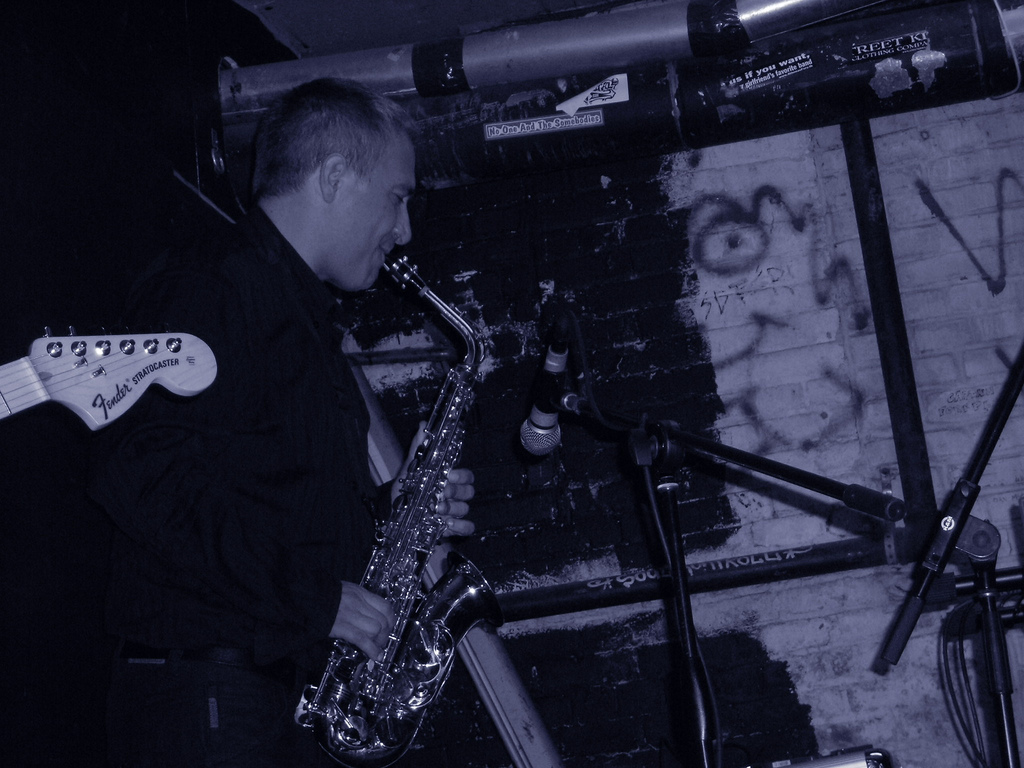
Sardà interpreta un solo de saxofón durante la grabación de Dutifrí en Nueva York.

1. «Brasil»: Acompañado de "El Dioni" y Loles León.
2. «Filipinas»
3. «Japón»
4. «Venezuela»: Acompañado de Boris Izaguirre.
5. «Dubái (E.A.U.)»
6. «Kenia»: Acompañado de Pepe Rubianes.
7. «Nueva York (Estados Unidos)»: Acompañado de Esperanza Pedreño.
8. «Tailandia»: Acompañado de Juan Carlos Ortega.
9. «Roma (Italia)»: Acompañado de Alessandro Lecquio y el Padre Apeles. Con los monseñores.Pablo Colino y Valentí Miserachs y el primer ministro de Italia Silvio Berlusconi.
10. «India»: Acompañado de Mercedes Milá.
11. «Bombay»: Acompañado de Sara Barrera y Asha Miró.
12. «Israel»: Acompañado de Ramoncín y Pilar Rahola.
13. «Moscú (Rusia)»

### Segunda temporada
La segunda temporada se estrenó el 20 de abril de 2008, aunque anteriormente, el 30 de marzo de ese año, se emitió un especial en que Sardá visitó la base de los cascos azules españoles en el Líbano. Terminó el 20 de julio con un resumen de la temporada.
1. «Miami (Estados Unidos)»: Acompañado de Alejandro Sanz.
2. «Jamaica»: Acompañado de Jesús Vázquez y José Coronado.
3. «Las Vegas (Estados Unidos)»: Acompañado de Los Morancos.
4. «Palermo (Italia)»: Acompañado de Rosa María Sardà.
5. «Buenos Aires (Argentina)»: Acompañado de Joan Manuel Serrat.
6. «Vietnam»: Entrevista con Phan Thị Kim Phúc.
7. «Marrakech (Marruecos)»: Acompañado de Estopa.
8. «Gibraltar (Reino Unido)»: Acompañado de Paz Padilla.
9. «Berlín (Alemania)»: Acompañado de David Bisbal.
10. «Estambul (Turquía)»: Acompañado de Carlos Latre.
11. «Edimburgo (Escocia)»: Acompañado de Santiago Segura.
12. «Reikiavik (Islandia)»: Acompañado de Mercedes Milá.

## Episodios y audiencias
| Temporada | Temporada | Episodios | Estreno             | Final               | Audiencia media | Audiencia media | Audiencia media |
| Temporada | Temporada | Episodios | Estreno             | Final               | Espectadores    | Cuota           |                 |
| --------- | --------- | --------- | ------------------- | ------------------- | --------------- | --------------- | --------------- |
|           | 1         | 13        | 6 de mayo de 2007   | 29 de julio de 2007 | 2 462 000       | 17,5%           |                 |
|           | 2         | 12        | 20 de abril de 2008 | 6 de julio de 2008  | 910 000         | 20,1%           |                 |
| Total     | Total     | 25        | 2007                | 2008                | 1 686 000       | 18,8%           |                 |

### Temporada 1: 2007
| Programa | Lugar                         | Fecha               | Espectadores | Cuota |
| -------- | ----------------------------- | ------------------- | ------------ | ----- |
| 1        | «Brasil»                      | 6 de mayo de 2007   | 3.005.000    | 18,4% |
| 2        | «Filipinas»                   | 13 de mayo de 2007  | 2.613.000    | 16,6% |
| 3        | «Japón»                       | 20 de mayo de 2007  | 2.804.000    | 17,0% |
| 4        | «Venezuela»                   | 27 de mayo de 2007  | 2.559.000    | 15,8% |
| 5        | «Dubái (E.A.U.)»              | 3 de junio de 2007  | 2.999.000    | 18,8% |
| 6        | «Kenia»                       | 10 de junio de 2007 | 2.572.000    | 17,3% |
| 7        | «Nueva York (Estados Unidos)» | 17 de junio de 2007 | 2.006.000    | 13,7% |
| 8        | «Tailandia»                   | 24 de junio de 2007 | 2.714.000    | 20,7% |
| 9        | «Roma (Italia)»               | 1 de julio de 2007  | 2.077.000    | 16,1% |
| 10       | «India»                       | 8 de julio de 2007  | 2.485.000    | 20,1% |
| 11       | «Bombay»                      | 15 de julio de 2007 | 2.081.000    | 17,2% |
| 12       | «Israel»                      | 22 de julio de 2007 | 2.145.000    | 17,5% |
| 13       | «Moscú (Rusia)»               | 29 de julio de 2007 | 1.953.000    | 18,1% |

### Temporada 2: 2008
| Programa | Lugar                        | Fecha               | Espectadores | Cuota |
| -------- | ---------------------------- | ------------------- | ------------ | ----- |
| 1        | «Miami (Estados Unidos)»     | 20 de abril de 2008 | 1.020.000    | 21,1% |
| 2        | «Jamaica»                    | 27 de abril de 2008 | 1.108.000    | 23,2% |
| 3        | «Las Vegas (Estados Unidos)» | 4 de mayo de 2008   | 1.120.000    | 22,5% |
| 4        | «Palermo (Italia)»           | 18 de mayo de 2008  | 894.000      | 19,9% |
| 5        | «Buenos Aires (Argentina)»   | 25 de mayo de 2008  | 960.000      | 24,0% |
| 6        | «Vietnam»                    | 1 de junio de 2008  | 909.000      | 20,7% |
| 7        | «Marrakech (Marruecos)»      | 8 de junio de 2008  | 915.000      | 18,9% |
| 8        | «Gibraltar (Reino Unido)»    | 15 de junio de 2008 | 879.000      | 19,4% |
| 9        | «Berlín (Alemania)»          | 22 de junio de 2008 | 1.004.000    | 18,7% |
| 10       | «Estambul (Turquía)»         | 29 de junio de 2008 | 785.000      | 19,9% |
| 11       | «Edimburgo (Escocia)»        | 6 de julio de 2008  | 562.000      | 14,9% |
| 12       | «Reikiavik (Islandia)»       | 13 de julio de 2008 | 766.000      | 18,3% |

## Libros
- Sardà, Javier: DutiFrí: cuaderno de viaje. Planeta, 2007. ISBN 978-84-08-07252-2.